# Esperança Machavela
Esperança Alfredo Samuel Machavela (Quissico, 1 de agosto de 1956) é uma jurista, diplomata e política moçambicana.
Em 1976, foi Representante alterna de Moçambique na Comissão das Nações Unidas para os Direitos Humanos.
É licenciada em Direito pela Faculdade de Direito da Universidade Eduardo Mondlane (1982). Em 1983, ingressou na Direção dos Assuntos Jurídicos e Consulares do Ministério dos Negócios Estrangeiros de Moçambique, como Chefe do Sector dos Direitos Humanos, até 1986.
Entre 1986 e 1990, assumiu funções de embaixadora extraordinária e plenipotenciária de Moçambique em Cuba e na Nicarágua, tendo assumido iguais funções, entre 1990 e 1996, em Portugal e Espanha. A 26 de junho de 1995, foi agraciada com o grau de Grã-Cruz da Ordem do Infante D. Henrique, de Portugal. Entre 1996 e 2000, exerceu funções como ministra conselheira da Embaixada de Moçambique em Washington, D. C., nos Estados Unidos.
Entre 2002 e 2005, foi secretária-geral do Conselho de Coordenação da Legalidade e Justiça de Moçambique, até ser nomeada ministra da Justiça do presidente moçambicano Armando Guebuza, cargo que exerceu entre 2005 e 2008. Em 2008, foi nomeada assessora jurídica do Tribunal Supremo de Moçambique.
Paralelamente, ocupou diversos cargos nos órgãos sociais do Millennium bim, como presidente da mesa da Assembleia Geral (2002-2015) e presidente do Conselho Fiscal.

Antes tinha trabalhado no Mnistério dos Negócios Estrangeiros e tinha sido embaixadora do seu país em Portugal.
Deixou o governo em março de 2008, tendo sido sucedida por Maria Benvida Levy.